# Chikkabanavara
Chikkabanavara là một thị trấn thuộc vùng đô thị Bengaluru, Karnataka. Về mặt hành chính, thị trấn này thuộc taluk Bangalore North, huyện Bangalore Urban, bang Karnataka, Ấn Độ.